# Municipio de Union (condado de Howard)
El municipio de Union (en inglés: Union Township) es un municipio ubicado en el condado de Howard en el estado estadounidense de Indiana. En el año 2010 tenía una población de 1029 habitantes y una densidad poblacional de 15,38 personas por km².

## Geografía
El municipio de Union se encuentra ubicado en las coordenadas 40°26′27″N 85°54′44″O / 40.44083, -85.91222. Según la Oficina del Censo de los Estados Unidos, el municipio tiene una superficie total de 66.9 km², de la cual 66,81 km² corresponden a tierra firme y (0,13 %) 0,09 km² es agua.

## Demografía
Según el censo de 2010, había 1029 personas residiendo en el municipio de Union. La densidad de población era de 15,38 hab./km². De los 1029 habitantes, el municipio de Union estaba compuesto por el 97,38 % blancos, el 0,58 % eran afroamericanos, el 0,39 % eran amerindios, el 0,1 % eran asiáticos, el 0,29 % eran de otras razas y el 1,26 % eran de una mezcla de razas. Del total de la población el 0,19 % eran hispanos o latinos de cualquier raza.